# Дівчина мого найкращого друга
«Дівчина мого найкращого друга» (англ. My Best Friend's Girl) — фільм режисера Говарда Дойча.

## Зміст
Бути «виродком» — ось хліб красеня Тенка. Деякі з хлопців, що не мають ознак мачо, наймають його, аби відбити у своїх дівчат бажання дивитися на інших чоловіків і дати їм зрозуміти, що краще синиця в руках, аніж журавель у небі. Тенк вважає, що осягнув жіночу душу, і завжди діє за правилом: «щоб утекли — переконує, що він лайно, а, щоб підманити — що вони лайно». І це працює!
Але Тенку доводиться переглянути свої життєві принципи, коли він береться допомогти своєму двоюрідному брату Дастіну, який закохався у колегу по роботі Алексіс.

## Ролі
- Дейн Кук — Шерман «Тенк» Тернер
- Кейт Гадсон — Алексіс
- Джейсон Біггз — Дастін
- Алек Болдуїн — професор Тернер, батько Тенка
- Ліззі Каплан — Емі, сусідка Алексіс
- Діора Берд — Рейчел, сестра Алексіс
- Терен Кіллем — Джош, наречений Рейчел
- Рікі Ліндгоум — Гіларі, глибоко віруюча дівчина
- Міні Анден — Ліззі
- Дженні Моллен — Коллін
- Нейт Торренс — Крейг
- Малкольм Баррет — Двалу, колега Тенка

## Касові збори
Незважаючи на невтішні відгуки критиків про фільм, тільки прокат в США відбив всі витрати на його виробництво.

## Саундтрек фільму
1. «Do Me» (02:52) — Jean Knight
2. «You’re No Good» (03:43) — Лінда Ронстадт
3. «My Best Friend’s Girl» (03:47) — The Cars
4. «Love Is Like Oxygen» (06:52) — Sweet
5. «99 Luftballoons (99 Red Balloons)» (03:54) — Nena
6. «Crimson and Clover (feat. The Shondells)» (03:28) — Tommy James
7. «At Last» (03:02) — Ета Джеймс
8. «Have a Little Faith in Me» (04:03) — John Hiatt
9. «Save Some» (03:09) — Glacier Hiking
10. «Blue» (03:37) — Malbec
11. «Always Where I Need to Be» (02:42) — The Kooks
12. «Pop That Pussy» (04:21) — The 2 Live Crew
13. «Separate Ways» (05:39) — Teddy Thompson
14. «Best Friends Again / I Love You» (02:41) — John Debney
15. «The Man Comes Around» (04:29) — Джонні Кеш